# Tockus ruahae
Il buceretto beccorosso della Tanzania (Tockus ruahae A.C.Kemp & Delport, 2002) è un uccello della famiglia Bucerotidae, endemico della Tanzania.